# Сельское поселение Максимовка
Сельское поселение Максимовка — муниципальное образование в Богатовском районе Самарской области.
Административный центр — село Максимовка.

## Население
| 2010  | 2012  | 2013  | 2014  | 2015  | 2016  | 2017  |
| ----- | ----- | ----- | ----- | ----- | ----- | ----- |
| 1604  | ↘1594 | ↗1611 | ↗1624 | ↗1625 | ↗1646 | ↘1631 |
| 2018  | 2019  | 2020  | 2021  |       |       |       |
| ↘1630 | ↘1610 | ↘1570 | ↘1436 |       |       |       |

## Административное устройство
В состав сельского поселения Максимовка входят:
- село Максимовка
- село Съезжее